# Obilné zákony
Obilné zákony (v originále Corn Laws) byla celní nařízení omezující či zcela znemožňující dovoz obilí do Spojeného království, uplatňovaná v letech 1815–1846; měla ochraňovat domácí trh před přebytky a importem laciného obilí ze zahraničí. Zákony se vztahovaly na veškeré obilí, ovšem největší dopad měly na ceny pšenice, která tehdy byla jednou z nejdůležitějších zemědělských produktů, zejména kvůli výrobě chleba, který byl tehdy základní potravinou většiny populace.

## Období před prosazením zákonů
Zákonům předcházelo období napoleonských válek a s nimi spojená kontinentální blokáda. Ta umožnila vlastníkům zemědělské půdy provozovat na domácím trhu de facto monopol, jelikož díky blokádě byl veškerý obchod s pevninskou Evropou znemožněn, následkem čehož byl domácí obchod se zemědělskými plodinami a úrodnou půdou obecně velmi výnosným byznysem. Kvůli chybějící konkurenci a sérii špatných sklizní zůstávaly ceny obilí vysoké.
Avšak s koncem napoleonských válek roku 1814 skončila také kontinentální blokáda, což mělo za následek významný propad cen, podle některých zdrojů téměř až na polovinu původní ceny, což způsobilo paniku v řadách vlastníků půdy i mezi nájemníky půdy, kteří měli uzavřené finančně velmi náročné smlouvy, počítajíce s vysokými zisky.

## Uvedení obilných zákonů
Zákony byly schváleny parlamentem roku 1815 za vlády tehdejšího premiéra Roberta B. Jenkinsona (známého též jako Lord Liverpool) na popud vlastníků půdy. V první formě měly stabilizovat cenu pšenice na 80 šilincích za quarter. Do země se nesmělo dovážet obilí, dokud cena domácího nepřekročila tuto sazbu. Takto stanovená cena však byla tak vysoká, že ve skutečnosti nebyla překročena za celou dobu existence zákonů, a to ani za období největších neúrod.
Samotné prosazení zákona bylo formálně snadné, jelikož tehdejší vládnoucí strany (Toryové a Whigové) byly složeny především z aristokratů, kteří měli vlastní zájem na zachování vysokých cen obilí (ve skutečnosti všichni ministři museli vlastnit nějakou půdu, aby mohli zasedat v parlamentu ). Zároveň jen velmi omezená část populace měla volební právo (cca 1/12 dospělých mužů), mezi níž patřili opět především rolníci a vlastníci půdy.

## Dopad
Přijetí obilných zákonů mělo zásadní vliv na tehdejší společnost a ekonomiku. Svoje zastánce měly především mezi vlastníky půdy, pro něž znamenaly jistotu stability v poválečném období, zatímco chudým, dělníkům a průmyslníkům připadaly jako nástroj sobecké aristokracie k jejich vykořisťování.
Vlivem zákonů se uměle zvýšené ceny obilí výrazně odrážely v cenách potravin. To mělo dopad především na pracující třídu, která byla silně závislá na trhu s potravinami. Další negativně zasaženou vrstvou byla vyšší třída – továrníci, velkoobchodníci a bankéři, jelikož vrstvě pracujících vlivem vysokých cen za potraviny klesaly reálné mzdy, což v konečném důsledku vedlo ke snížení spotřeby průmyslového zboží a tím pádem poklesu zisků této vrstvy. Kvůli nízké ziskovosti společností byli vlastníci nuceni propouštět své zaměstnance, a tak docházelo ke zvyšování nezaměstnanosti. Zvlášť silně byl zasažen např. bavlnářský průmysl v Lancashire, neboť byl závislý na dovozu surové bavlny a vývozu z ní zhotovených výrobků.
Jediná vrstva, která z obilných zákonů profitovala, byli vlastníci půd, aristokraté. I když celkový vliv zákonů na britskou ekonomiku byl zjevně negativní, tehdejší vláda, tvořená převážně právě aristokraty, byla neochotná legislativu měnit.

## Změny obilných zákonů a další významné události

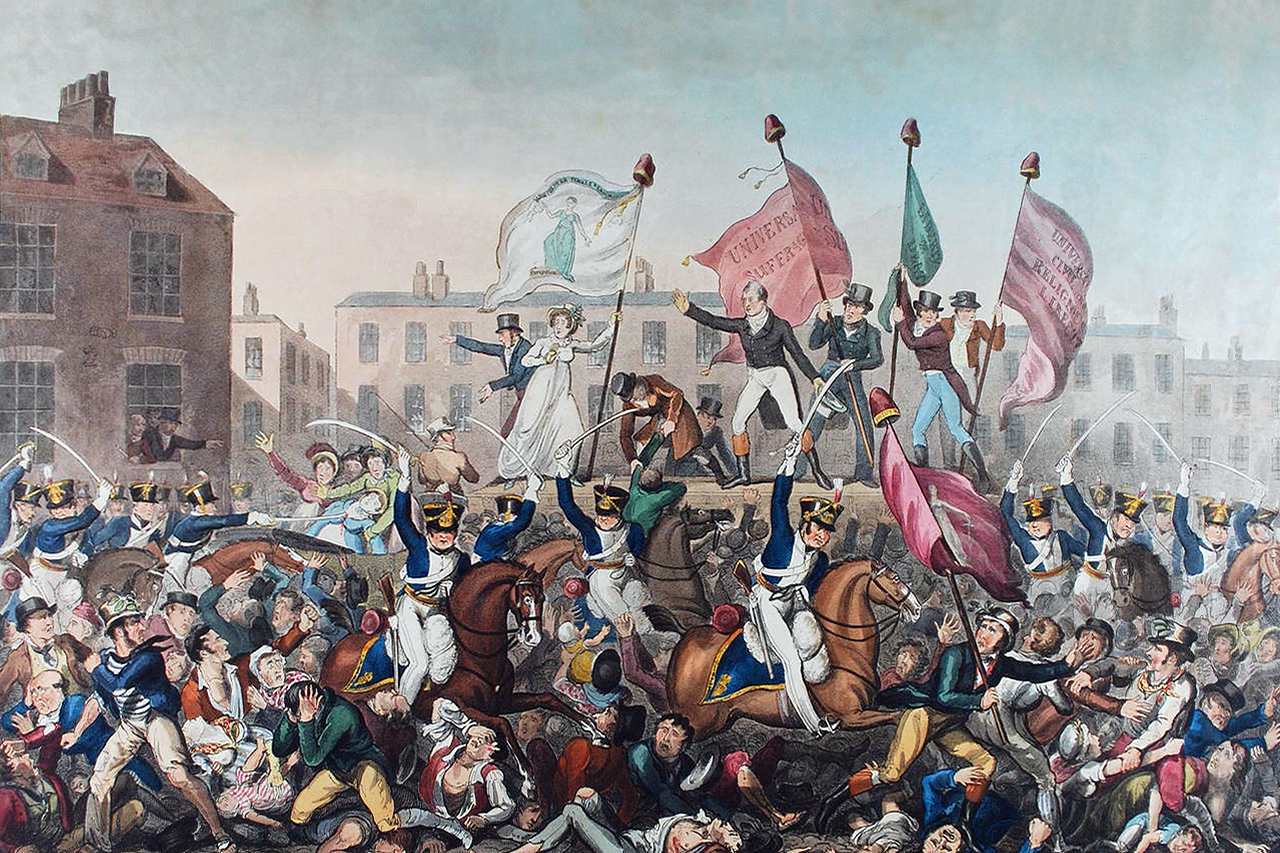
Peterloo Massacre

### Protesty
Uvedení zákonů nezůstalo bez odezvy a probíhaly o nich veřejné diskuse a protesty. Už při jejich projednávání probíhaly v Londýně nepokoje. Jinou významnou událostí bylo krvavé potlačení demonstrace proti obilným zákonům a za rozšíření volebních práv v Manchesteru roku 1819, které je známo také jako Peterloo Massacre (masakr Peterloo) a při němž zahynulo 10 až 20 protestujicích a dalších několik stovek bylo zraněno (počty se dle různých zdrojů liší).

### Sliding scale
Významné změny ve znění obilných zákonů bylo dosaženo roku 1828 za vlády Arthura Wellesleyho, 1. vévody z Wellingtonu, kdy člen parlamentu William Huskisson prosadil svůj návrh „sliding scale“ (pohyblivý sazebník). Ten upravoval horní mez, kdy se bez celního zatížení mohla do Spojeného království dovážet pšenice, na 73 šilinků za quarter. Zároveň byla stanovena dolní mez, kdy byl dovoz zcela zakázán, na 64 šilinků. Mezi těmito intervaly v cenách pak byl možný dovoz, na kterém bylo uplatňováno clo, které bylo vyšší, pokud byla pšenice levnější a naopak.

### Reformní zákon
V roce 1832 byl parlamentem přijat Reformní zákon, který značně rozšířil volební právo, především na průmyslovou střední třídu. To otevřelo cestu zájmům továrníků v parlamentu a aristokraté tak ztratili předchozí prakticky nedotknutelnou rozhodovací pozici.

## Liga proti obilným zákonům

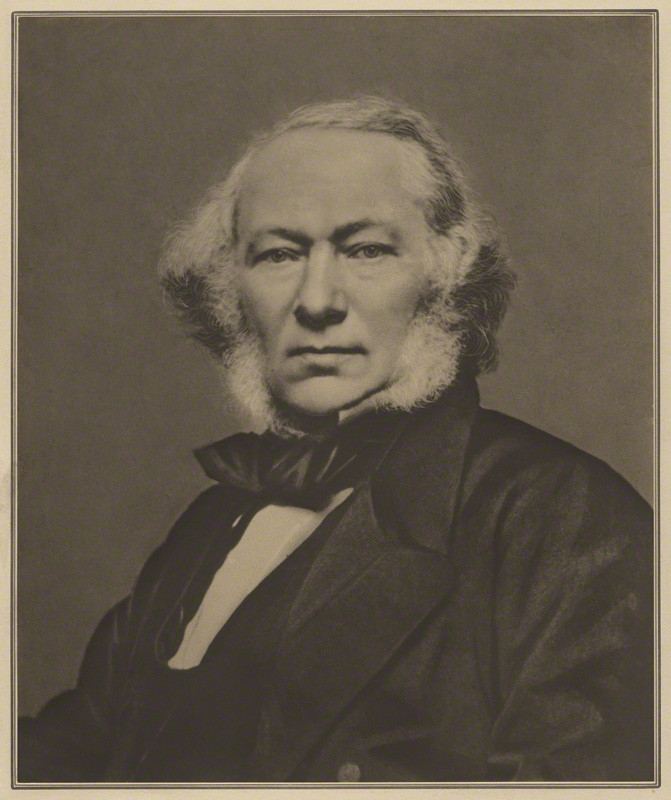
Richard Cobden

Prvním hnutím namířeným proti obilným zákonům byla tzv. Anti-Corn Law Association (Asociace proti obilným zákonům), založena roku 1836 v Londýně, která však neměla příliš velký úspěch a roku 1838 byla pod stejným názvem znovu založena v Manchesteru s pouhými sedmi členy. Později roku 1839 byla přejmenována na Anti-Corn Law League (Liga proti obilným zákonům, ACLL).

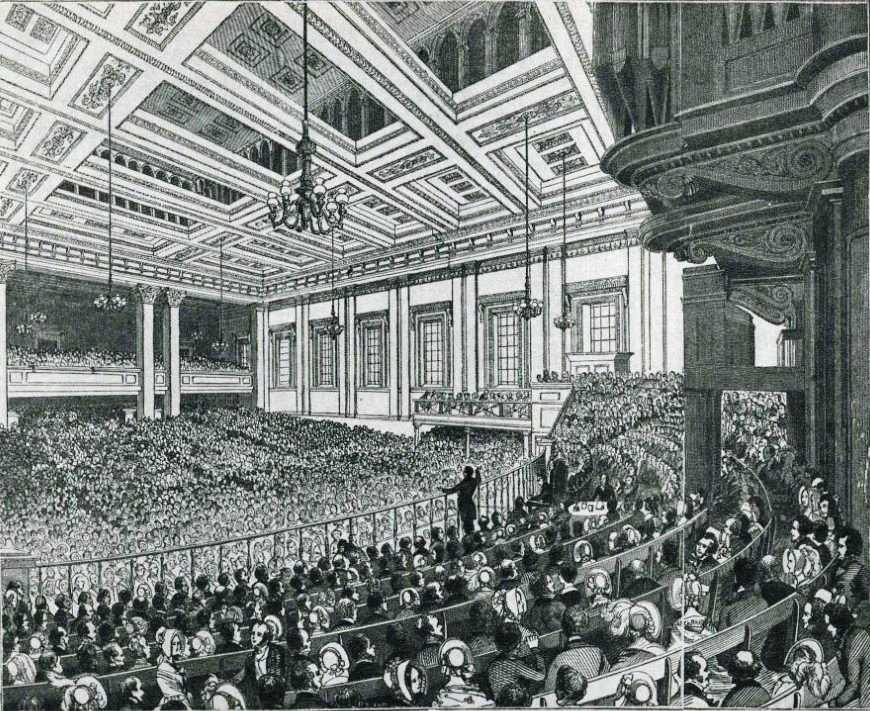
Shromáždění členů Ligy proti obilným zákonům v Exeter Hall roku 1846

Cílem ACLL bylo úplné odvolání obilných zákonů. Toho členové Ligy dosahovali pomocí mobilizace veřejného mínění, kritizování obilných zákonů, propagací volného obchodu a pořádání veřejných shromáždění za těmito účely. Během sedmi let od založení Liga postupně rostla, až její vliv zasahoval do celého království a do parlamentu, kam se dostalo několik jejích členů. Mezi předními představiteli Ligy byly kvalifikované osobnosti s dobrými znalostmi fungování ekonomiky, dalšími členy byli bohatší lidé ze střední třídy, např. vlastníci továren či bankéři, kteří zajišťovali ligu i finančně.
Mezi nejvýznamnější osobnosti a zakladatele Ligy patřili zejména Richard Cobden a John Bright. Oba byli zvoleni do parlamentu, Cobden roku 1841 za Stockport, Bright roku 1843 za Durham a roku 1847 za Manchester.  Zejména Cobden byl nejvlivnějším členem Ligy a konečné odvolání obilných zákonů je považováno především za výsledek jeho vyčerpávající práce a lobbování za volný obchod. Bright se proslavil jako vynikající řečník a byl Cobdenovým nejdůležitějším společníkem.

## Odvolání obilných zákonů
Ve 40. letech byla distribuce křesel v parlamentu i po reformaci z roku 1832 stále velmi nakloněna ve prospěch aristokratů a zemědělství. Přesto osm let od založení ACLL byly obilné zákony roku 1846 odvolány. Zásadní úlohu v odvolání měl tehdejší premiér a člen Konzervativní strany (původně Toryů) Sir Robert Peel. Peel se sám problematikou dovozu zemědělských plodin zabýval a postupně přicházel k názoru, že obilné zákony nejsou nezbytně nutné k udržení prosperity britského zemědělství, ačkoli měl dříve naprosto opačný názor. Jeho rodina navíc vlastnila textilní továrny, a tak byl volný obchod i v jeho vlastním zájmu. Jeho strana však nebyla nakloněna reformám a během své vlády začínal být nepopulární i mezi ministry vlastní strany. Peel tak nemohl odvolat obilné zákony snadno, jelikož neměl podporu parlamentu.
Zásadní zlom přišel v roce 1845, kdy vypukl velký irský hladomor (angl. Great Famine, či Irish Potato Famine). Ten Peela definitivně přesvědčil o nutnosti odvolání obilných zákonů a v podstatě ho využil k ospravedlnění tohoto kroku v parlamentu, když navzdory své vlastní straně prosadil odvolání za podpory některých konzervativců, Whigů a zástupců Irska s většinou 327 : 229, načež 25. června A. Wellesley přesvědčil Sněmovnu lordů ke schválení zákona o odvolání (Importation Act 1846).
Peelovo rozhodnutí pro odvolání zákonů konzervativce rozdělilo;  ztratil podporu většiny parlamentu a po odmítnutí jeho návrhu jiného zákona (Irish Coercion Bill) rezignoval na post premiéra.